# Checoslovaquia en la Copa Mundial de Fútbol de 1990
Checoslovaquia es una de las 24 selecciones participantes en la Copa Mundial de Fútbol de Italia 1990, la que es su octava participación en un mundial.

## Clasificación
|                | J | G | E | P | GF | GC | GD  | Pts |
| -------------- | - | - | - | - | -- | -- | --- | --- |
| Bélgica        | 8 | 4 | 4 | 0 | 15 | 5  | +10 | 12  |
| Checoslovaquia | 8 | 5 | 2 | 1 | 13 | 3  | +10 | 12  |
| Portugal       | 8 | 4 | 2 | 2 | 11 | 8  | +3  | 10  |
| Suiza          | 8 | 2 | 1 | 5 | 10 | 14 | −4  | 5   |
| Luxemburgo     | 8 | 0 | 1 | 7 | 3  | 22 | −19 | 1   |

|                           | Bandera de Bélgica | Bandera de Checoslovaquia | Bandera de Luxemburgo | Bandera de Portugal | Bandera de Suiza |
| ------------------------- | ------------------ | ------------------------- | --------------------- | ------------------- | ---------------- |
| Bandera de Bélgica        | –                  | 2 – 1                     | 1 – 1                 | 3 – 0               | 1 – 0            |
| Bandera de Checoslovaquia | 0 – 0              | –                         | 4 – 0                 | 2 – 1               | 3 – 0            |
| Bandera de Luxemburgo     | 0 – 5              | 0 – 2                     | –                     | 0 – 3               | 1 – 4            |
| Bandera de Portugal       | 1 – 1              | 0 – 0                     | 1 – 0                 | –                   | 3 – 1            |
| Bandera de Suiza          | 2 – 2              | 0 – 1                     | 2 – 1                 | 1 – 2               | –                |

## Jugadores
Estos son los 22 jugadores convocados para el torneo:

## Resultados
Checoslovaquia fue eliminada en los cuartos de final.

### Grupo A
| País           | J | G | E | P | GF | GC | GD | Pts |
| -------------- | - | - | - | - | -- | -- | -- | --- |
| Italia         | 3 | 3 | 0 | 0 | 4  | 0  | +4 | 6   |
| Checoslovaquia | 3 | 2 | 0 | 1 | 6  | 3  | +3 | 4   |
| Austria        | 3 | 1 | 0 | 2 | 2  | 3  | -1 | 2   |
| Estados Unidos | 3 | 0 | 0 | 3 | 2  | 8  | -6 | 0   |

| 10 de junio de 1990 | Estados Unidos | 1–5     | Checoslovaquia                                               | Stadio Comunale, Florencia                                     |                                                                |
|                     | Caligiuri 60'  | Reporte | Skuhravý 26' 78' · Bílek 40' (pen.) · Hašek 50' · Luhový 90' | Asistencia: 33,266 espectadores Árbitro(s): Kurt Röthlisberger | Asistencia: 33,266 espectadores Árbitro(s): Kurt Röthlisberger |

| 15 de junio de 1990 | Austria | 0–1     | Checoslovaquia   | Stadio Comunale, Florencia                               |                                                          |
|                     |         | Reporte | Bílek 31' (pen.) | Asistencia: 38,962 espectadores Árbitro(s): George Smith | Asistencia: 38,962 espectadores Árbitro(s): George Smith |

| 19 de junio de 1990 | Checoslovaquia | 0-2     | Italia                    | Stadio Olimpico, Roma                                    |                                                          |
|                     |                | Reporte | Schillaci 9' · Baggio 78' | Asistencia: 73,303 espectadores Árbitro(s): Joël Quiniou | Asistencia: 73,303 espectadores Árbitro(s): Joël Quiniou |

### Octavos de final
| 23 de junio de 1990 | Checoslovaquia                   | 4-1     | Costa Rica   | Stadio San Nicola, Bari                                        |                                                                |
|                     | Skuhravý 12' 63' 82' · Kubík 76' | Reporte | González 55' | Asistencia: 47,673 espectadores Árbitro(s): Siegfried Kirschen | Asistencia: 47,673 espectadores Árbitro(s): Siegfried Kirschen |

### Cuartos de final
| 1 de julio de 1990                                                                                     | Checoslovaquia | 0-1     | Alemania Federal    | San Siro, Milán                                         |                                                         |
| |                | Reporte | Matthäus 25' (pen.) | Asistencia: 73,347 espectadores Árbitro(s): Helmut Kohl | Asistencia: 73,347 espectadores Árbitro(s): Helmut Kohl |
| Último partido oficial de Checoslovaquia, ya que se separaría en República Checa y Eslovaquia en 1992. |                |         |                     |                                                         |                                                         |